# Фессалийская равнина
Фессали́йская равни́на, Фессали́йская ни́зменность (греч. Θεσσαλικός κάμπος) — равнина на юге Балканского полуострова, в Греции. Расположена в межгорной котловине, между горами Олимп, Пинд, Оса и Отрис. Имеет выход к Эгейскому морю.
Протяжённость равнины составляет около 80 км, ширина — до 60 км. Преобладающие высоты около 100 метров, в центральной части есть холмы и низкогорья высотой до 500 метров. Равнина сложена преимущественно аллювиальными отложениями. Дренируется рекой Пиньос.
Большая часть фессалийской равнины густо населена, возделывается и активно используется в хозяйстве (посевы зерновых, сады). Главные города: Лариса, Трикала, Кардица.